# Paul Cohen
Pour les articles homonymes, voir Cohen.
Ne pas confondre avec le mathématicien Paul Cohn
Compléments
A été membre de l'Académie nationale des sciences et de l'Académie américaine des arts et des sciences
Paul Joseph Cohen (1934 - 2007) est un mathématicien américain.
Il est connu principalement pour avoir démontré en 1963 que l'hypothèse du continu et l'axiome du choix étaient indépendants des axiomes de la théorie des ensembles de Zermelo-Fraenkel, travaux qui lui ont valu la médaille Fields en 1966. Il a utilisé pour cela une méthode originale, le forcing, technique qu'il avait lui-même inventée.

## Contributions
Paul Cohen a développé la méthode mathématique appelée forcing, qu'il a utilisée pour démontrer que ni l'hypothèse du continu, ni l'axiome du choix ne peuvent être prouvés à partir des axiomes de la théorie des ensembles de Zermelo-Fraenkel. En conjonction avec les précédents travaux de Gödel, cela a montré que ces deux énoncés sont logiquement indépendants des axiomes de Zermelo-Fraenkel : ces énoncés ne peuvent être ni prouvés ni invalidés à partir de ces axiomes. En ce sens, l'hypothèse du continu est indécidable, et c'est l'exemple le plus connu d'un énoncé naturel qui est indépendant des axiomes de la théorie des ensembles de Zermelo-Fraenkel.
Pour ce résultat sur l'hypothèse du continu, Cohen a reçu la médaille Fields en 1966, ainsi que la National Medal of Science en 1967.